# Taylor, Arizona
Taylor je gradić u američkoj saveznoj državi Arizona. Prema popisu stanovništva iz 2010. u njemu je živjelo 4,112 stanovnika.